# Steve Dillon
Steve Dillon (Londres, 22 de março de 1962 — Nova Iorque, 22 de outubro de 2016) foi um desenhista de quadrinhos britânico.

## Carreira
Aos 16 anos, Dillon foi contratado pela Marvel UK (divisão britânica da editora Marvel) para ser desenhista das revistas Hulk Weekly e Nick Fury. No iníco dos anos 80, ele estava trabalhando nas revistas Doctor Who Weekly e Warrior, na qual contribuiu para o quadrinho Laser Eraser and Press Button. Ao longo dos anos 80, ele também realizou diversos trabalhos para revista 2000 AD, sendo desenhista dos quadrinhos Juiz Dredd, Rogue Trooper, Hap Hazzard e Tyranny Rex.
Entre 1988 e 1995, Dillon editou a revista Deadline com o artista britânico Brett Ewins. A revista serviu como plataforma para lançar as carreiras de uma nova geração de desenhistas britânicos como Jamie Hewlett, Phillip Bond, Nick Abadzis, D'Israeli e Glyn Dillon, irmão mais novo de Steve Dillon.
Mais tarde, Dillon passou a desenhar para o mercado americano, começando com a minissérie Skreemer (com a colaboração de Ewins) e algumas edições de Homem-Animal. Seus maiores sucessos vieram quando começou a colaborar com o roteirista Garth Ennis. Para o selo Vertigo da DC Comics, os dois trabalharam na série Hellblazer e criaram a celebrada revista Preacher. Os dois eram parceiros habituais, tendo trabalhado juntos nos quadrinhos Hellblazer, Hitman, Justiceiro, entre outros.
Dillon preferia um estilo de desenho mais limpo, mas mais detalhado nas cenas violentas ou de ação intensa.
Em seus últimos anos, Steve Dillon morou na Irlanda com a mulher e seus dois filhos. Ele faleceu em outubro de 2016.